# Glacier Bertrab
Le glacier Bertrab est un glacier situé en Géorgie du Sud se jetant dans la baie de Gold harbour.